# كيفن دولان
كيفن دولان (بالإنجليزية: Kevin Doolan)‏ هو متسابق دراجات نارية أسترالي، ولد في 30 نوفمبر 1980 في شيبارتون في أستراليا.

## وصلات خارجية
- الموقع الرسمي